# Fita amarela
A fita amarela ou em inglês yellow ribbon é uma fita usada em várias causas de conscientização e outros movimentos, porém é mais conhecida como forma de conscientização da prevenção da saúde mental e contra o suicídio. A fita amarela pode ser utilizada para vários fins, pois bem, pode ser colocada numa pessoa, num carro ao redor de uma árvore ou na gravata.

Fita amarela

## Saúde mental

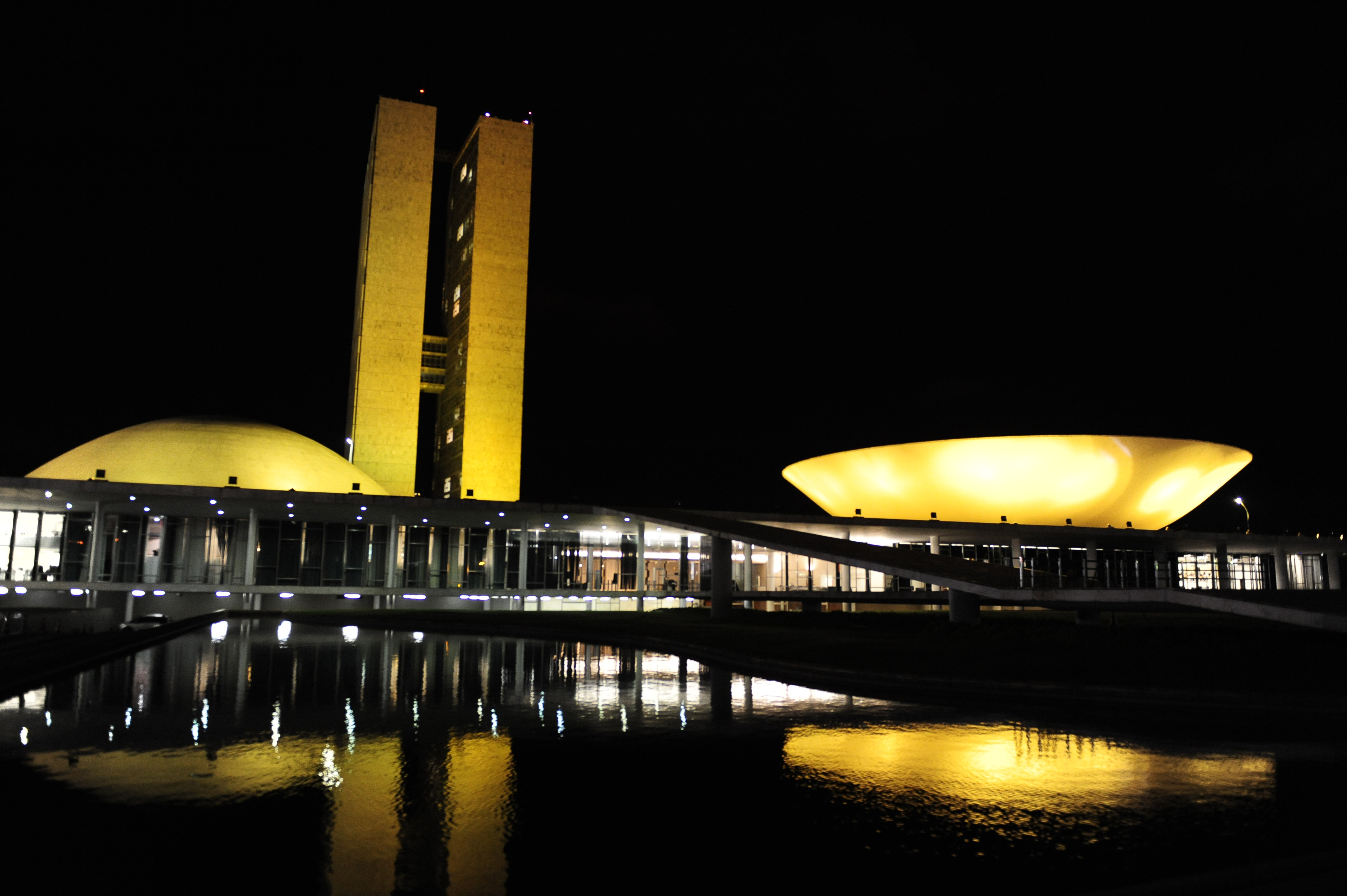
O Congresso Nacional do Brasil em luzes amarelas pela conscientização do suicídio

A fita amarela é um emblema de conscientização do suicídio, particularmente para as pessoas jovens e é usada para a prevenção do suicídio em vários países, incluindo os Estados Unidos, Austrália, Nova Zelândia, Canadá, Reino Unido, Irlanda e o Brasil.
O simbolismo da cor amarela às campanhas de conscientização do suicídio remete ao jovem Mike Emme, que cometeu suicídio aos 17 anos. Ele tinha um carro amarelo e sua família decidiu homenageá-lo distribuindo cartões com fitas amarelas com frases motivacionais para pessoas que pudessem estar passando pela mesma situação que ele.

### Estados Unidos
Nos Estados Unidos, o Programa de Prevenção ao Suicídio da Faixa Amarela é um programa baseado na comunidade desenvolvido principalmente para abordar suicídios de jovens/adolescentes/jovens adultos (de 10 a 25 anos) por meio de campanhas de conscientização pública, educação e treinamento e ajudando as comunidades a desenvolver capacidades. O programa começou em setembro de 1994 após o suicídio de Mike Emme.

### Brasil
No Brasil, o "Setembro Amarelo" é um movimento de conscientização sobre o problema do suicídio no país.

## Outras causas de conscientização

### Fita original da AIDS
A fita amarela foi o símbolo original da conscientização da AIDS, antes da fita vermelha ser começada a ser usada para o HIV/AIDS a partir de 1991.

### Câncer de bexiga e sarcoma
Fitas amarelas são o emblema usado para a conscientização do câncer de bexiga e do sarcoma.

### Endometriose
A fita amarela é o emblema de conscientização da endometriose, especialmente durante o mês de março, que é o mês de conscientização da doença.

### Microcefalia
A fita amarela também é utilizada para a microcefalia. O dia de conscientização da microcefalia é 30 de setembro.

## Movimentos em outros países

### Austrália
Na Austrália, o grupo Save Albert Park utilizou a fita amarela como símbolo de protesto. O grupo é uma coalizão que protesta contra a recuperação do espaço público em Albert Park, Melbourne, para o Grande Prêmio da Austrália anual. Quando a corrida se mudou para Melbourne em 1996, fitas amarelas foram amarradas em torno das árvores do parque que foram designadas para remoção. Embora o grupo não tenha conseguido proteger as árvores designadas, eles e seus apoiadores ainda amarram fitas ao redor das árvores todos os anos na época da corrida.

## Música popular
"Fita Amarela" é o nome de conhecida canção de Noel Rosa.